# Final da Taça da Liga de 2014–15
A Final da Taça da Liga de 2014–15 foi uma partida de futebol disputada no dia 29 de Maio de 2015 para determinar o vencedor da Taça da Liga de 2014–15. A Final foi disputada no Estádio Cidade de Coimbra, em Coimbra, entre o Benfica, detentor do troféu, e o Marítimo. O Benfica venceu por 2–1, conquistando a sua 6.ª Taça da Liga, aumentando assim o seu recorde de conquistas na competição.
Nesta Final foi usada pela primeira vez em Portugal o sistema da tecnologia da linha de golo GLT (Goal Line Technology), igual à utilizada no Mundial 2014.

## Final
| 29 de Maio de 2015 | Benfica                  | 2 – 1 | Marítimo       | Estádio Cidade de Coimbra                  |
| 19:45              | Jonas 37' · Ola John 80' |       | João Diogo 56' | Árbitro: Carlos Xistra (AF Castelo Branco) |